# Yeah Yeah Yeah Yeah
 (septembre 2012).
Si vous disposez d'ouvrages ou d'articles de référence ou si vous connaissez des sites web de qualité traitant du thème abordé ici, merci de compléter l'article en donnant les références utiles à sa vérifiabilité et en les liant à la section « Notes et références ».
Albums de Bikini Kill
Bikini Kill
(1992) Pussy Whipped
(1993)
Yeah Yeah Yeah Yeah est un album musical du groupe américain de punk rock Bikini Kill.

## Liste des titres
| No | Titre                | Durée |
| -- | -------------------- | ----- |
| 1. | White Boy            | 2:26  |
| 2. | This Is Not a Test   | 1:59  |
| 3. | Don't Need You       | 1:27  |
| 4. | Jigsaw Youth         | 1:55  |
| 5. | Resist Psychic Death | 1:40  |
| 6. | Rebel Girl           | 2:47  |
| 7. | Outta Me             | 2:22  |